# Il bandolero stanco
Il bandolero stanco ist eine 1952 entstandene Western-Komödie mit Renato Rascel in der Hauptrolle. Fernando Cerchio inszenierte den im deutschen Sprachraum nicht gezeigten Film.

## Handlung
Der arme Peon Pepito kommt nach Golden City, wo er Gold zu finden hofft, um endlich die hartherzige Carmen erobern zu können. Die dort lebenden Goldsucher werden von einer Bande, die vom Sheriff Fred geführt wird, um ihren Lohn gebracht. Tatsächlich kann Pepito einen neuen Goldvorrat entdecken, was er abends im Saloon feiert. Gegen den Rat des in ihn verliebten Saloonmädchens Susana lässt er sich von Fred zum Roulette-Spiel überreden, das Fred manipuliert hat. Er gewinnt und wird zum reichsten Mann der Stadt.
Pepito schreibt von seinem Erfolg an Carmen, die anschließend tatsächlich in Begleitung von Fred und dessen Männern in Golden City eintrifft. Er ahnt nicht, dass Carmen mit Fred paktiert und ihn ausrauben will. Erst an seinem Hochzeitstag kommt er dem Komplott auf die Schliche. Es gelingt ihm, mit einem Trick Freds Männer zu entwaffnen und anschließend den Kampf mit Fred zu gewinnen. Auch Carmen bekommt ihre Strafe; Pepito heiratet Susana.

## Kritik
„Dieser Westernparodie gelingt ihre Absicht ganz gut, zumindest bis es süßlich wird und bis auf das endlose Schlussduell. Gelegentlich wird auch die Handlung durch langsames Tempo behindert. Aber über das Ganze tröstet die großartige Lauretta Masiero hinweg, die Betty Hutton hier in nichts nachsteht“, schrieb Alberto Albertazzi 1953.

## Bemerkungen
Der Film spielte in Italien gute 451 Millionen Lire ein.
Die Lieder des Films stammen von Hauptdarsteller und Drehbuchautor Renato Rascel und Sergio Nascimbene.